# USS Oriskany
La USS Oriskany (CV/CVA-34), soprannominata anche Mighty O, The O-boat e Toasted O, è stata una delle ventiquattro portaerei appartenenti alla classe Essex completate durante o immediatamente dopo la seconda guerra mondiale.
La Oriskany è stata così battezzata in onore dell'omonima battaglia, parte della guerra d'indipendenza americana ed in particolare della battaglia di Saratoga; è la terza unità della United States Navy (la marina militare statunitense) a portare questo nome.
La storia della Oriskany differisce da quella delle altre sorelle in quanto originariamente era stata progettata con scafo allungato. Sospesa la costruzione nel 1947, venne rimessa in esercizio nel 1950 e modificata con il design SCB-27. Inizialmente ha operato nel Pacifico fino agli anni settanta: durante la guerra di Corea ha guadagnato due battle star, mentre nella guerra del Vietnam ne ha guadagnate cinque. Nel 1966 un razzo al magnesio esploso accidentalmente provocò sulla Oriskany uno dei peggiori incendi dalla fine della seconda guerra mondiale; tale incendio provocò la morte di 44 membri dell'equipaggio.
Venne dismessa nel 1976 e venne radiata dal registro navale nel 1989. Nel 2006 è stata fatta affondare, ed al 2012 è la più grande barriera corallina artificiale del mondo.

## Storia

### Costruzione
Il nome "Oriskany" originariamente fu scelto per lo scafo CV-18, ribattezzato però Wasp quando la chiglia venne impostata nel 1942, a causa dell'affondamento della USS Wasp (CV-7) avvenuto il 15 settembre 1942, per preservare la continuità del nome. La portaerei con sigla CV-34 venne impostata il 1º maggio 1944 dal cantiere navale di New York. La costruzione venne sospesa il 12 agosto 1947, quando la nave era completa approssimativamente all'85%.
La Oriskany venne ridisegnata come prototipo per il programma di modernizzazione SCB-27. Per accogliere una nuova generazione di aerei imbarcati, la struttura del ponte di volo venne rinforzata, vennero installati nuovi elevatori, catapulte idrauliche più potenti e nuovi cavi di arresto. La struttura dell'isola (la superstruttura della portaerei) venne ricostruita e furono rimosse le torrette antiaeree.
Il cantiere Navale di New York riprese i lavori il 25 settembre 1950, al comando del capitano di vascello Percy H. Lyon.

## Servizio

### 1950-1956
La Oriskany lasciò New York il 6 dicembre 1950 per l'addestramento al largo di Jacksonville, Florida, seguita da una chiamata a Natale a Newport, Rhode Island. Riprese le operazioni dall'11 gennaio 1951, quando imbarcò il Carrier Air Group 1 per adattarsi al largo della baia di Guantánamo, Cuba.
Dopo importanti modifiche al cantiere navale di New York (dal 6 marzo al 2 aprile) imbarcò il Carrier Air Group 4 per addestramento al largo di Jacksonville, Florida; quindi lasciò Newport il 15 maggio 1951 per unirsi alla Sesta flotta, stanziata nel mar Mediterraneo. Visitò dai porti dell'Italia e della Francia a quelli della Grecia e della Turchia, e da qui costeggiò le spiagge di Tripoli; la Oriskany tornò a Quonset Point, Rhode Island, il 4 ottobre 1951. Il 6 novembre seguente entrò nella Gravesend Bay, New York, per scaricare il suo munizionamento e gli alberi al fine di permettere il passaggio sotto l'East River Bridge per proseguire al cantiere navale della città. La revisione incluse l'installazione di un nuovo ponte di volo, un nuovo sistema del timone e il nuovo ponte di comando. I lavori furono completati il 15 maggio 1952, e il giorno seguente la portaerei partì per Norfolk, dove caricò il munizionamento dal 19 al 22 maggio. Dopo questa sosta, partì per congiungersi con la flotta del pacifico, passando dalla baia di Guantanamo, Rio de Janeiro, Capo Horn, Valparaíso, e Lima, arrivando a San Diego il 21 luglio.
Dopo l'addestramento dell'Air Group 102, la Oriskany lasciò San Diego il 15 settembre 1952 per aiutare le forze dell'ONU impegnate in Corea. Giunse a Yokosuka il 17 ottobre e si unì alla Fast Carrier Task Force 77 al largo delle coste coreane il 31 ottobre. I suoi aerei compirono missioni di bombardamento a bassa quota contro le linee di rifornimento nordcoreane e coordinarono gli attacchi costieri con armi di superficie. Gli aerei imbarcati abbatterono due MiG-15 di fabbricazione sovietica, e ne danneggiarono un terzo.
I combattimenti continuarono fino all'11 febbraio, attaccando postazioni di artiglieria nemiche, postazioni di truppe e punti di approvvigionamento lungo il fronte principale. Dopo un periodo di manutenzione in Giappone, la Oriskany tornò in combattimento il 1º marzo 1953. Rimase in azione fino al 29 marzo, chiamata ad Hong Kong, e riprese le incursioni aeree l'8 aprile. Lasciò le coste coreane il 22 aprile, toccando Yokosuka, e partì per San Diego il 2 maggio, raggiungendola il 18 dello stesso mese.
Dopo un rapido addestramento lungo le coste californiane, la Oriskany lasciò San Francisco il 14 settembre per aiutare la Settima flotta a vigilare sulla tregua in Corea, arrivando a Yokosuka il 15 ottobre. Successivamente incrociò nel Mar del Giappone, nel Mar Cinese Orientale e nell'area delle Filippine. Dopo aver fornito supporto aereo per un'esercitazione dei Marines a Iwo Jima, rientrò a San Diego il 22 aprile 1954. Entrò nel cantiere navale di San Francisco per lavori di revisione che terminarono il 22 ottobre, quando prese il mare per la prima di una serie di operazioni costiere.
La Oriskany giunse nuovamente a Yokosuka il 2 aprile 1955, e operò con la Fast Carrier Task Force dal Giappone e Okinawa alle Filippine. Questo spiegamento terminò il 7 settembre, e la portaerei raggiunse la Naval Air Station (base aeronavale) di Alameda, California, il 21. Navigò al largo delle coste californiane durante l'addestramento dell'Air Group 9, quindi prese il mare da Alameda l'11 febbraio 1956 per un altro dispiegamento nel Pacifico occidentale.

### 1957-1969
La Oriskany tornò a San Francisco il 13 giugno e entrò nel cantiere navale il 1º ottobre per il programma di modernizzazione SCB-125A. Venne dismessa il 2 ottobre 1957. La nave ricevette un nuovo ponte di volo angolato, un elevatore a poppa, allargamento dell'elevatore anteriore, catapulte idrauliche più potenti in sostituzione di quelle installate. Il rivestimento in legno del ponte di volo venne sostituito da un rivestimento in alluminio.
La nave rientrò in servizio il 7 marzo 1959 al cantiere navale di San Francisco, al comando del capitano James Mahan Wright. Quattro giorni dopo, partì per le prove al largo di San Diego, con il Carrier Air Group 14 imbarcato. Le operazioni lungo la Costa Occidentale continuarono fino al 14 maggio 1960, quando venne nuovamente dispiegata nel Pacifico Occidentale, rientrò a San Diego il 15 dicembre. Entrò nel Cantiere Navale di San Francisco il 15 marzo 1961 per una manutenzione di cinque mesi, che incluse la prima installazione su una portaerei del Naval Tactical Data System (NTDS).
La Oriskany lasciò il cantiere navale il 9 settembre per l'addestramento al largo di San Diego fino al 7 giugno 1962, quando venne nuovamente dispiegata nell'estremo oriente con il Carrier Air Group 16 imbarcato. Rientrò a San Diego il 17 dicembre per operazioni di addestramento operativo al largo della Costa Occidentale.
La portaerei lasciò nuovamente San Diego il 1º agosto 1963 per le acque dell'estremo oriente, con il Carrier Air Group 16 imbarcato. Giunse alla Base Navale di Subic Bay il 31 agosto 1963, da qui proseguì per il Giappone. Salpò da Iwakuni, Giappone, la mattina del 31 ottobre, viaggiando verso le coste sud vietnamite. Incrociò nelle acque del Vietnam del Sud per ogni eventualità quando ricevette della notizia del colpo di stato avvenuto a Saigon. Quando la crisi fu superata, la nave riprese le operazioni nei porti giapponesi. La nave rientrò a San Diego il 10 marzo 1964. Dopo la revisione ai cantieri navali dello stretto di Puget, navigò al largo di San Diego per l'addestramento dell'equipaggio, seguito dall'addestramento della 16ª squadriglia. Durante questo periodo, il suo ponte di volo fu usato per testare il nuovo aereo per il sistema di controllo e allarme aviotrasportato, il Grumman E-2 Hawkeye. la nave fornì inoltre l'addestramento per gli ufficiali superiori di otto nazioni alleate.
La Oriskany lasciò San Diego il 5 aprile 1965 per il Pacifico Occidentale, raggiungendo la baia di Subic il 27 aprile. In questo periodo erano sbarcati più truppe statunitensi nel Vietnam del Sud per sostenere le truppe vietnamite contro un aumento della pressione Viet Cong. La Oriskany aggiunse il suo potenziale alla massiccia forza navale americana a sostegno del Vietnam del Sud. Imbarcò il Carrier Air Wing 16 e grazie alle operazioni di combattimento guadagnò la Navy Unit Commendation per il servizio eccezionalmente meritevole dal 10 maggio-6 dicembre 1965, dove svolse oltre 12 000 operazioni di combattimento e sganciò quasi 10.000 tonnellate (9.100 tonnellate) di ordigni contro le forze nemiche. Lasciò la baia di Subic il 30 novembre, rientrando a San Diego il 16 dicembre.
La Oriskany lasciò nuovamente San Diego per l'estremo oriente il 26 maggio 1966, giungendo a Yokosuka il 14 giugno. Avanzò verso la "Dixie Station" al largo del Vietnam del Sud il 27 giugno. L'8 luglio dalla "Yankee Station", nel golfo del Tonchino, lanciò aerei per attacchi nel Vietnam. Nei mesi seguenti si rifornì presso la baia di Subic e, quando tornò in azione, lanciò 7794 sortite di combattimento.

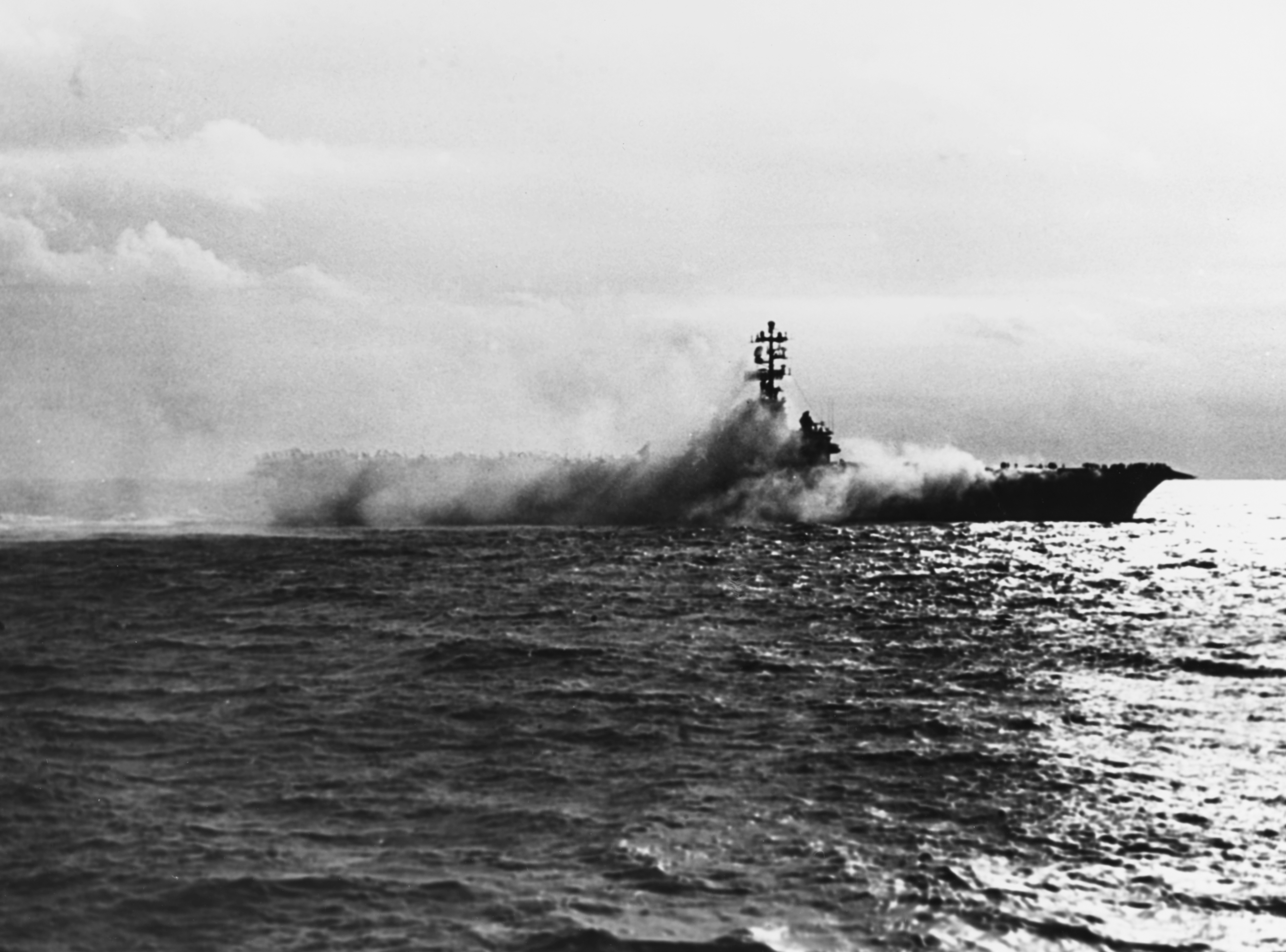
La Oriskany in fiamme.

La portaerei era "in stazione" (in posizione al largo delle coste vietnamite) la mattina del 26 ottobre 1966 quando del fumo eruppe dal lato di dritta dell'hangar anteriore della nave, e si sviluppò su cinque ponti uccidendo 44 uomini. Tra i morti vi erano piloti da combattimento veterani che avevano condotto raid sul Vietnam poche ore prima. La Oriskany era stata messa a rischio quando un bengala paracadutato al magnesio era esploso nel deposito dei bengala anteriore dell'Hangar Bay 1, nel ponte di volo della portaerei. Una successiva indagine accertò che il bengala aveva funzionato come programmato e la causa del fuoco era da addebitare ad un errore umano. Un marinaio aveva accidentalmente acceso il bengala e, preso dal panico, lo aveva buttato nel magazzino dei bengala invece di buttarlo fuoribordo nell'acqua; questo aveva incendiato gli altri bengala immagazzinati causando terribili danni. Cinque membri dell'equipaggio vennero mandati alla corte marziale ma furono tutti assolti. Successive indagini condotte dal Captain John H. Iarrobino della Oriskany e studi del Naval Ammunition Depot di Crane (Indiana) dimostrarono la probabilità, peraltro remota, che un bengala potesse accendersi accidentalmente se scosso o sbattuto contro qualcosa, e di conseguenza la marina USA cambiò i propri bengala.

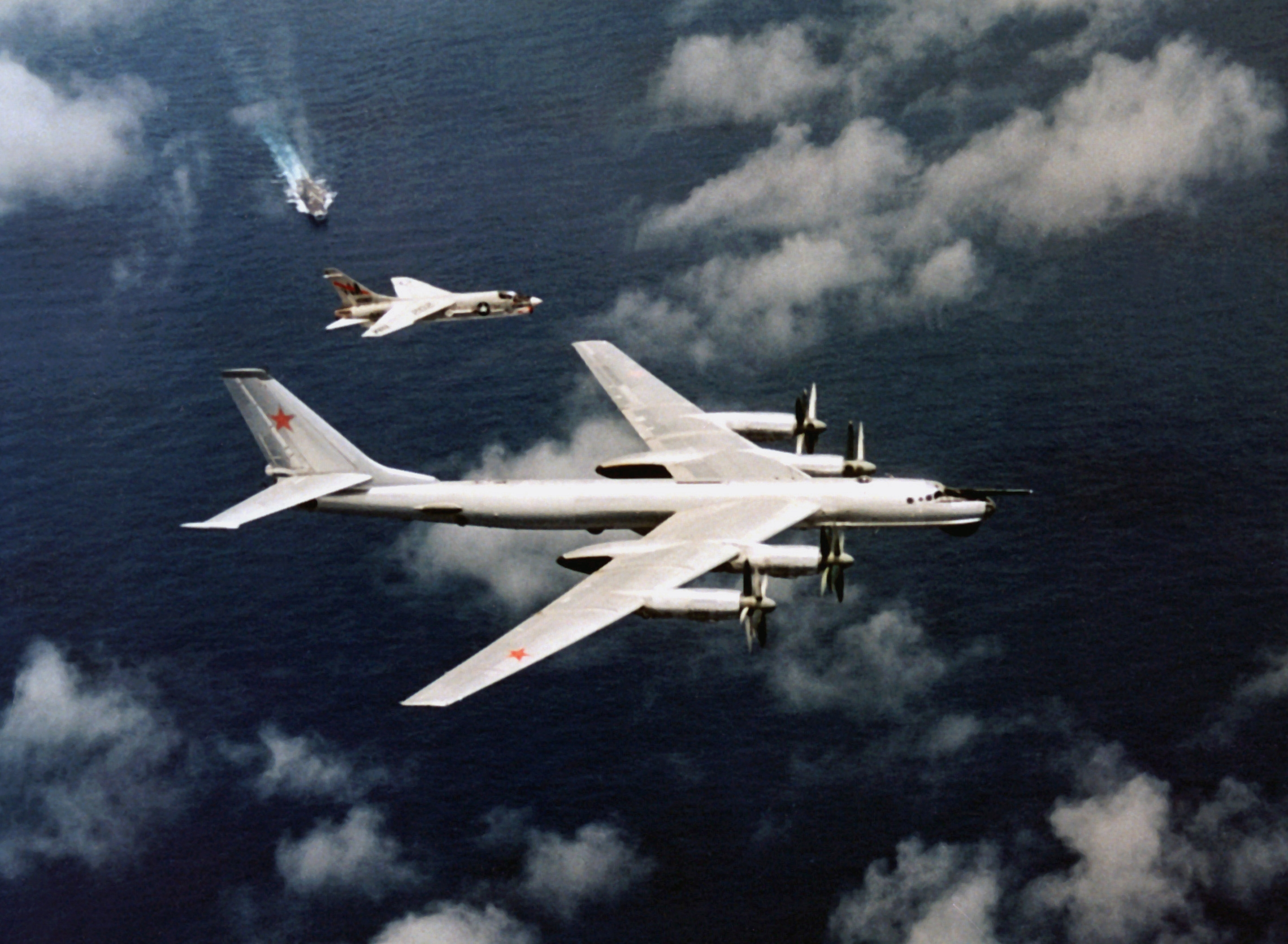
Un F-8 Crusader partito dalla Oriskany (sullo sfondo) intercetta un Tupolev Tu-95 nel 1974.

La portaerei arrivò quindi il 28 ottobre nella baia di Subic, nel Mar Cinese Meridionale, per attendere gli aerei che avrebbero dovuto trasferire le vittime dell'incidente negli USA, quindi, una settimana dopo, ripartì alla volta di San Diego dove giunse il 16 novembre. Le riparazioni vennero eseguite nella San Francisco Bay Naval Shipyard e terminarono il 23 marzo 1967. Seguì un periodo di addestramento con gli aerei imbarcati del Carrier Air Wing 16. Il 9 luglio era ancora nella Baia di Subic in qualità di ammiraglia della Carrier Division 9 e il 26 luglio fornì assistenza medica alla Forrestal in preda alle fiamme in seguito ad un incidente. Tre mesi dopo, il 26 ottobre 1967, il capitano di corvetta (Lieutenant Commander) John McCain decollò con il suo A-4 Skyhawk dalla Oriskany per la sua 23ª missione di bombardamento sopra il Vietnam. Abbattuto, rimase prigioniero di guerra fino al gennaio 1973.
La Oriskany fece ritorno alla Naval Air Station Alameda il 31 gennaio 1968, ed entrò nella San Francisco Bay Naval Shipyard il 7 febbraio seguente per otto mesi di lavori di potenziamento e ammodernamento. Terminati i lavori, la nave e il suo equipaggio vennero sottoposti ad un nuovo ciclo di addestramento prima di essere nuovamente dispiegati nell'Estremo Oriente nell'aprile 1969.

### 1975-2004
Dopo 25 anni di servizio, la Oriskany fu dismessa il 30 settembre 1976, e messa da parte a Bremerton, Washington, e mantenuta in assetto operativo. La proposta dell'Amministrazione Reagan di riattivare la Oriskany fu rigettata dal Congresso in base alle condizioni materiali e alla limitata capacità di imbarco di velivoli; il costo della riattivazione fu stimato in 520 milioni di dollari del 1982 (1 miliardo di dollari del 2012). Con il termine della Guerra fredda e la conseguente riduzione delle unità in servizio attivo della US Navy, la Oriskany fu riconosciuta come obsoleta e cancellata dal Naval Vessel Register nel 1989. Lo scafo fu spogliato di tutte le attrezzature che poterono essere riutilizzate o riciclate; la campana della nave (rimossa durante lo smantellamento del 1976) è in mostra a Oriskany, New York, e varie parti sono state vendute per sostenere lo USS Hornet Museum di Alameda, California, e altre navi museo della US Navy.
La Oriskany ricevette due Battle star per il servizio svolto durante la Guerra di Corea e altre cinque per il servizio svolto durante la Guerra del Vietnam.
Nei primi anni '90 un gruppo di uomini d'affari giapponese volle acquistare la Oriskany e mostrarla nella baia di Tokyo come parte dell'esibizione "City of America". La legislazione del Congresso avviò il trasferimento, ma il progetto fallì per mancanza di finanziamenti.
La Oriskany fu venduta per essere rottamata dal Defense Reutilization and Marketing Service alla Pegasus International, una compagnia startup con sede al Mare Island Naval Shipyard di Vallejo, California, il 9 settembre 1995. La Pegasus International rimorchiò la nave fino a Vallejo, ma il contratto fu risolto per inadempimento il 30 luglio 1997, a causa della mancanza di progressi. Mentre era ancorata al Mare Island Naval Shipyard in condizioni decrepite, fu usata come parte della rappresentazione dell'inferno nel film Al di là dei sogni, con Robin Williams. La US Navy ha preso nuovamente possesso della Oriskany e nel 1999 è stata rimorchiata fino al Maritime Administration’s Beaumont Reserve Fleet a Beaumont, Texas, in attesa di finanziamenti per il suo smaltimento.

### 2004-Barriera artificiale
La US Navy annunciò il 5 aprile 2004 la volontà di trasferire la ex portaerei nello stato della Florida per usarla come barriera artificiale. Nel settembre 2003 il contratto viene aggiudicato dalla Resolve Marine Group/ESCO Marine Joint Venture per i lavori di bonifica necessari prima dell'impiego come reef artificiale. Il contraente rimorchiò la nave a Corpus Christi, Texas, nel gennaio 2004, per i lavori di bonifica terminati nel dicembre 2004.
La Oriskany è stata la prima nave da guerra degli Stati Uniti a diventare un reef artificiale, sotto l'autorità concessa dal National Defense Autorizathion Act. La nave fu rimorchiata a Pensacola nel dicembre 2004, e originariamente fu programmato di farla affondare con cariche controllate a 24 miglia (39 km) a sud di Pensacola entro il giugno 2005. Esaustivi studi sull'ambiente e la salute umana furono condotti dalla US Navy in collaborazione con l'Environmental Protection Agency (EPA), per dimostrare l'assenza di impatti negativi causati dall'affondamento della nave. La mancata approvazione dell'EPA comportò un ritardo, quindi la Oriskany fu rimorchiata in Texas per evitare la stagione degli uragani del 2005. Il completamento e la revisione di un modello complesso prospettico di valutazione dei rischi in collaborazione con l'EPA, il primo per un progetto di reefing di una nave, fu necessario per supportare la decisione del febbraio 2006 dell'EPA di notificare il rischio dovuto alla presenza di circa 340 kg di bifenili policlorurati in forma solida, perlopiù integrati nello strato di isolamento del cablaggio elettrico della nave.
Con l'approvazione dell'EPA, dopo una consultazione pubblica, la nave fu rimorchiata a Pensacola nel marzo 2006, per i preparativi finali dell'affondamento. Un team della US Navy fece affondare la nave in collaborazione con la Florida Fish and Wildlife Conservation Commission, l'Escambia County Department of Natural Resources, la US Coast Guard, il Dipartimento di Polizia di Pensacola e diversi altri dipartimenti della contea di Escambia e delle contee vicine. Una squadra di artificieri della Marina da Panama City, Florida, fece detonare circa 230 kg di C-4 posizionato su 22 tubi di collegamento a mare presenti in vari locali macchine. 

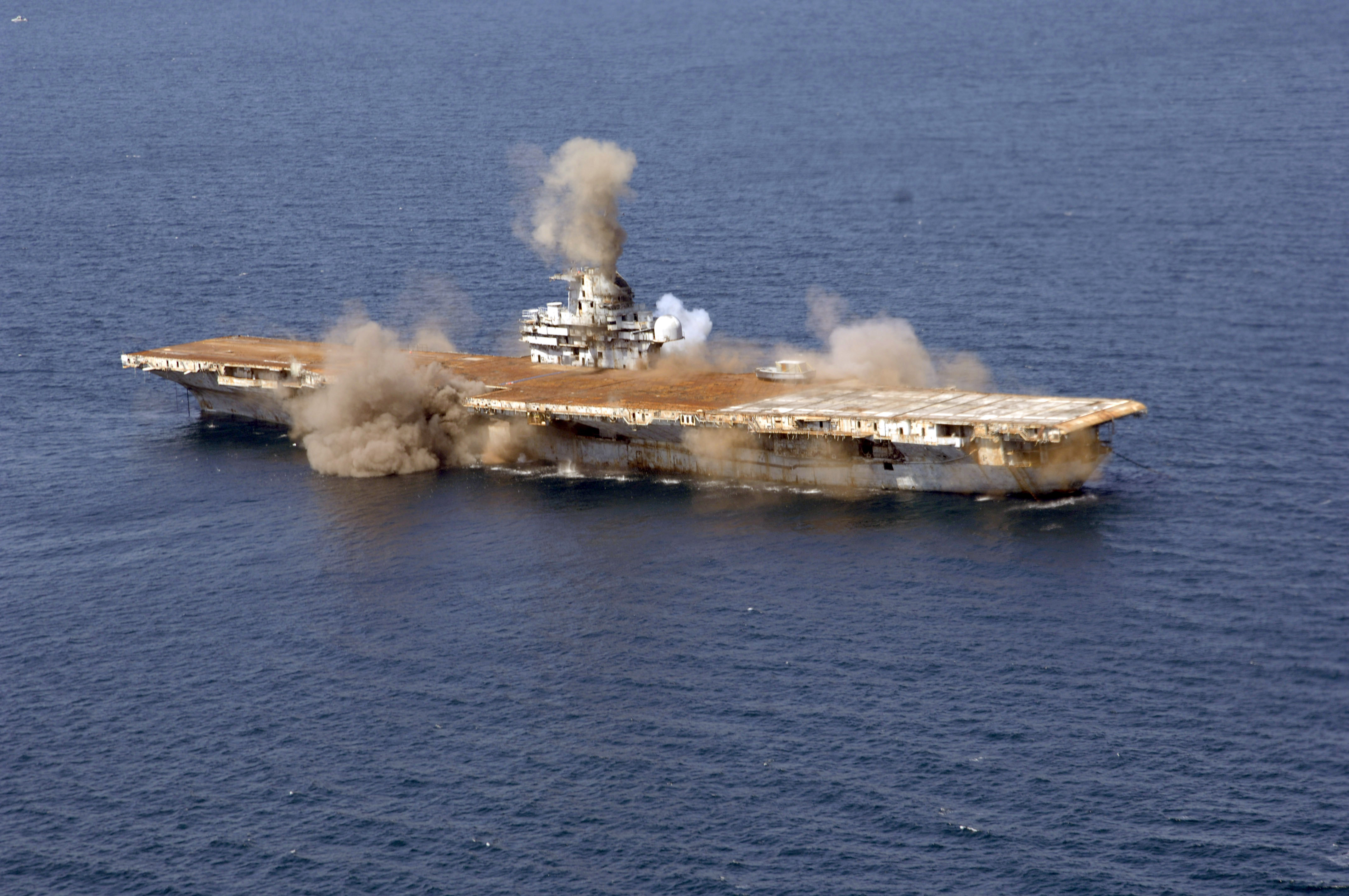
L'esplosione delle cariche sulla USS Oriskany

La nave affondò di poppa 37 minuti dopo l'esplosione, a 64 metri di profondità nel Golfo del Messico.
Come programmato, la nave è affondata verticalmente, senza ribaltarsi. Il ponte di volo era inizialmente a una profondità di 41 metri, mentre il punto più alto dell'isola era a 21 metri. Dopo l'uragano Gustav, la nave si è spostata di 3 metri (10 piedi) in profondità, portando il ponte di volo a una profondità di 44 metri.
La struttura dell'isola è accessibile a tutti i subacquei, mentre l'accesso al ponte di volo richiede formazione e attrezzatura supplementare. È attualmente conosciuta come Great Carrier Reef, con riferimento alla barriera corallina australiana.
Il Times ha inserito la Oriskany tra i primi dieci siti di immersione in relitto al mondo. Il video del New York Times, Diving the U.S.S. Oriskany, mostra il relitto della USS Oriskany due anni dopo l'affondamento.